# Tunel kolejowy Fréjus
Tunel kolejowy Fréjus – obiekt inżynieryjny w Masywie Mont-Cenis, pod głównym grzbietem wododziałowym Alp Zachodnich, łączący francuską Modane w dolinie rzeki Arc (Maurienne) z włoską Bardonecchia w dorzeczu rzeki Dora Riparia. Wybudowany w latach 1857–1870, jako najdłuższy wówczas tunel na świecie i pierwszy z wielkich tuneli alpejskich, posiada jedną sztolnię z dwoma równoległymi torami długości 13 636 m (pierwotnie 12,8 km).

## Historia budowy
Linia kolejowa Paryż – Lyon została otwarta w 1854 roku. Systematycznie przedłużana, w 1860 osiągnęła Saint-Michel de Maurienne, w sercu Alp. To ostatnie miasto leżało już w Sabaudii, która w tym czasie wraz z Piemontem wchodziły w skład Królestwa Sardynii. Po piemonckiej stronie głównego grzbietu Alp w tym czasie kolej dotarła do Susy. Pomysł połączenia obu linii przez Mont Cenis i stworzenia wielkiej trasy Paryż – Rzym nasuwał się nieodmiennie już od szeregu lat. Jego orędownikiem był polityk i szef rządu Camillo Cavour.
Rząd ówczesnego Królestwa Sardynii podjął w 1857 decyzję o przystąpieniu do budowy. Głównym autorem projektu był sabaudzki inżynier Germain Sommeiller. W pracach pomagali mu włoscy inżynierowie Grandis i Gratteni. Tunel miał rozpoczynać się na wysokości 1335 m n.p.m. we włoskiej Bardonecchia, by pod przełęczą Fréjus (nieco na zachód od siodła przełęczy Mont-Cenis) przebić się na stronę francuską do miejscowości Modane.
Prace rozpoczęto po stronie sabaudzkiej, 31 sierpnia 1857 roku punktualnie o godz. 7 rano. Nieco później rozpoczęto drążenie tunelu od strony Piemontu. Drążenie sztolni rozpoczęto tradycyjnymi metodami. W skale ręcznie wybijano otwory, w których osadzano ładunki prochowe, odpalane lontem. Skruszone skały również ręcznie ładowano na wózki i odstawiano do wylotu. Roboty postępowały do przodu przerażająco wolno. W 1863, po sześciu latach prac, powstało jedynie 1646 m sztolni. Kilkakrotnie niewiele brakowało, by budowa, finansowana z funduszy rządowych, została przerwana.

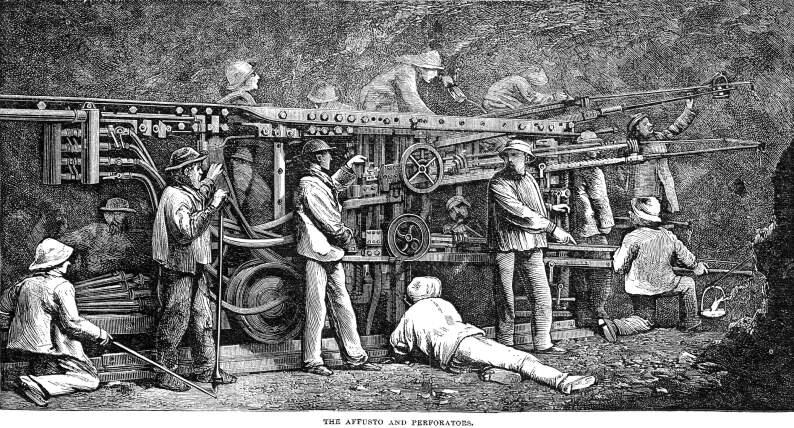
Wiertnica inżyniera G. Sommeillera, stosowana przy drążeniu tunelu

Z roku na rok wprowadzano kolejne udoskonalenia techniczne, poprawiano organizację pracy. W trakcie budowy zastosowano wiele innowacyjnych rozwiązań, których idea do dziś znajduje zastosowanie w budowie tuneli. Tunel budowano tzw. metodą niemiecką, drążąc najpierw stosunkowo niski korytarz pierwotny, a następnie powiększając jego przekrój przez podbieranie stropu od spodu. Do drążenia sztolni zastosowano po raz pierwszy specjalnie skonstruowaną do tego celu maszynę: ważącą 12 ton wiertnicę, poruszającą się po szynach i napędzaną sprężonym powietrzem. Zajmowała ona cały przekrój pierwotnego korytarza o szerokości 3,4 m i wysokości 2,4 m. Była wyposażona w zestaw nawet 10 niezależnie pracujących świdrów, chłodzonych wodą, wtryskiwaną również przy pomocy sprężonego powietrza. Znaczącym krokiem naprzód było zastosowanie wynalezionego w 1866 przez Alfreda Nobla i opatentowanego rok później dynamitu, znacznie efektywniejszego i wygodniejszego w użyciu niż czarny proch.
Połączenie obu sztolni nastąpiło w Boże Narodzenie, 25 grudnia 1870 a 17 września 1871 roku przez tunel przejechał pierwszy pociąg. Nie doczekał tego jego autor, Germain Sommeiller, który zmarł kilka miesięcy wcześniej.